# Hallomenus punctulatus
Hallomenus punctulatus är en skalbaggsart som beskrevs av Leconte 1866. Hallomenus punctulatus ingår i släktet Hallomenus och familjen skinnsvampbaggar. Inga underarter finns listade i Catalogue of Life.